# Њижна (Тврдошин)
Њижна (слч. Nižná) насељено је мјесто са административним статусом сеоске општине (слч. obec) у округу Тврдошин, у Жилинском крају, Словачка Република.

## Становништво
| Година:    | 1994. | 2004.   | 2014.   | 2024.   |
| ---------- | ----- | ------- | ------- | ------- |
| Број људи: | 3943  | 4068    | 4020    | 3918    |
| Разлика:   |       | +3,17 % | -1,17 % | -2,53 % |

| Година:    | 2023. | 2024.   |
| ---------- | ----- | ------- |
| Број људи: | 3928  | 3918    |
| Разлика:   |       | -0,25 % |

Према подацима о броју становника из 2024. године насеље је имало 3918 становника.